# Netball

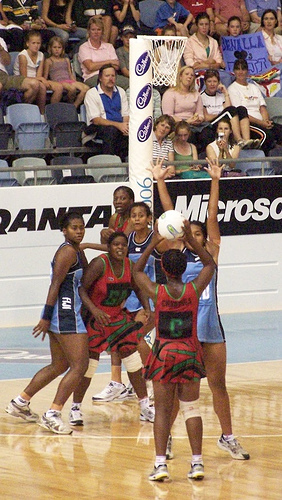
Un partido de netball.

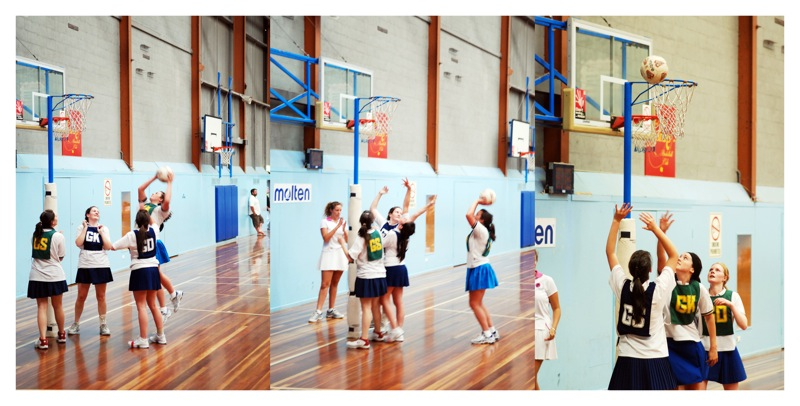
Netball en Australia.

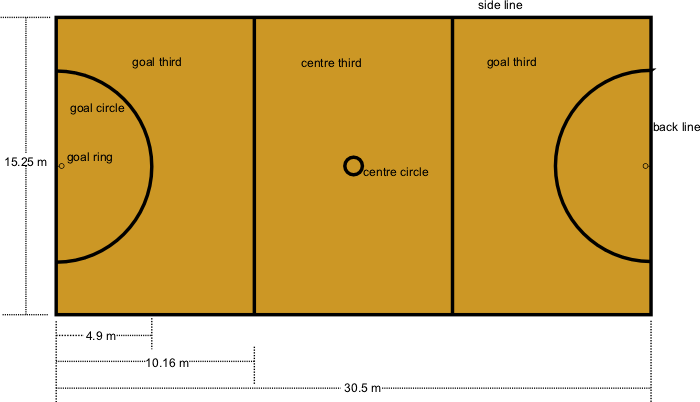
Estructura del campo.

El balonred o netball es un deporte, similar al korf neerlandés y a la pelota al cesto argentina, y con una estructura de juego emparentada con el baloncesto. Se juega en un campo de 30 por 15 m dividido en tres partes iguales, con dos canastas colgadas de un poste en los extremos.
Hay siete jugadoras que solo se pueden mover en zonas determinadas y no pueden moverse con el balón en las manos, y se deben realizar una serie de pases hasta que el balón le sea entregado a la tiradora, quien será la que deberá encestar. Durante el juego, una jugadora solo puede mantener el balón por tres segundos antes de hacer un lanzamiento o un pase a otra jugadora. El equipo ganador es el que logre más anotaciones. Los partidos de netball tienen una duración de 60 minutos. Se han creado algunas variantes para aumentar el ritmo del juego y atraer una audiencia más amplia. 
El netball empezó basado en versiones tempranas del baloncesto durante la última década del siglo XIX. Para la década de 1960 se habían estandarizado reglas de juego internacionales y se creó la Federación Internacional de Netball y Baloncesto Femenino (después rebautizada Federación Internacional de Netball - INF). Para el año 2011, la INF congregaba más de 60 selecciones nacionales organizadas en cinco regiones globales.
El netball tiene mayor popularidad en las naciones de la Mancomunidad. Más específicamente en las escuelas, y es jugado en su mayoría por mujeres. De acuerdo con la INF, más de 20 millones de personas en más de 80 países juegan al netball. Entre las ligas domésticas más importantes se encuentran la Netball Superleague en el Reino Unido, la Suncorp Super Netball en Australia, y la ANZ Premiership en Nueva Zelanda. Hay cuatro grandes torneos internacionales, los campeonatos Mundiales de Netball y los Juegos de la Mancomunidad, que ocurren cada cuatro años, y las Quad Series y Fast 5 Series que ocurren cada año. En 1995 el netball fue reconocido por el Comité Olímpico Internacional, si bien nunca se ha jugado en los Juegos Olímpicos.

## El juego
El objetivo del juego es hacer más anotaciones que el equipo contrario. Las anotaciones ocurren cuando una jugadora ubicada en el círculo de lanzamiento de ataque lanza el balón a través del aro. Los aros tienen un diámetro de 380 milímetros y se encuentran a una altura de 3.05 metros, y a diferencia del baloncesto no tienen un tablero atrás. Al final de cada extremo de la cancha se encuentra un área semicircular de 4.9 metros que se llama "círculo de lanzamiento" ("shooting circle" en inglés). Los postes de los que cuelgan los aros se encuentran dentro de este círculo. Cada equipo defiende un círculo de lanzamiento y ataca el otro. La cancha tiene una longitud de 30.5 metros por 15.25 metros, y está divida en tercios. El balón está hecho usualmente de cuero o goma y mide entre 680 y 710 milímetros de circunferencia, y pesa entre 397 y 454 gramos. Un juego normal consiste en cuatro cuartos de 15 minutos.
Cada equipo tiene permitido poner siete jugadoras en la cancha. Cada jugadora tiene una posición específica, lo que limita sus movimientos a una cierta área de la cancha. Los equipos están organizados con siete jugadoras divididas en: la guardameta (GK), la defensa de meta (GD), la alero defensa (WD), la base (C), la atacante (GA), la alero atacante (WA) y la tiradora (GS). Solo dos posiciones están permitidas dentro del círculo de lanzamiento de ataque y, por tanto, solo ellas pueden anotarː la atacante (GA) y la tiradora (GS). De manera similar, solo dos posiciones están permitidas dentro del círculo de lanzamiento defensivo, la guardameta (GK) y la defensa de meta (GD), y su papel es evitar que el equipo contrario anote. Las demás jugadoras están restringidas a dos tercios de la cancha, con excepción de la base o centro (C) quien puede moverse a cualquier lugar de la cancha excepto a los círculos de lanzamiento. 
El partido se divide en 4 tiempos de 15 minutos cada uno. No se puede mantener el balón en las manos más de 3 segundos ni moverse del sitio, sólo se deben realizar pases, excepto la atacante y tiradora, que son las únicas que pueden encestar en el equipo.
Al comienzo de cada cuarto y después de cada anotación, el juego inicia con una jugadora en la posición central pasando el balón desde el centro de la cancha. Estos "pases centrales" se alternan entre los equipos independientemente de cuál equipo hizo la última anotación. Cuando el árbitro hace sonar el silbato para reiniciar el juego, cuatro jugadoras de cada equipo pueden moverse al círculo central para recibir el pase. El pase central debe recibirse o tocarse en el tercio central. Luego, el balón se mueve de un lado a otro de la cancha por medio de pases y debe ser tocado por una jugadora en cada tercio adyacente de la cancha. El contacto entre jugadoras está permitido solo en tanto no impida el movimiento de una oponente o el juego en general. Al defender un pase o un lanzamiento, las jugadoras deben estar al menos a 90 centímetros de la jugadora que tenga el balón. Si el balón se sostiene con las dos manos y se suelta o el lanzamiento es fallido, la misma jugadora no puede ser la primera en tocarlo a menos que haya rebotado primero en el aro. 
Es un deporte conocido y practicado principalmente en el hemisferio sur. Entre unas de las actrices británicas que practican el netball figura Emma Watson.
La Federación Internacional de Netball organiza un campeonato mundial cada 4 años desde 1963.

## Torneos internacionales
Se disputa el Campeonato del Mundo de Netball, que se realiza cada cuatro años. Australia y Nueva Zelanda son los mayores dominadores de los torneos.